# Скочна кост
Скочна кост (на латински: talus, наричана също талус) е малка кост част от проксималната (крурална) редица на костите на петата. Скочната кост е разположена медиално, а петната кост, calcaneus - латерално.
В устройството на костта ясно се различават три части:
- тяло (corpus tali) – притежава проксимално ставен валяк, trochlea tali, който артикулира с тибията и фибулата при месоядни и само с първата при кон[2]. Останалите видове имат проксимален ставен валяк, trochlea tali proximalis за ставно съединение с тибията и фибулата[2].
- шийка (collum tali) – свързва тялото с главата и е ясно изразена при месоядните животни. Липсва при кон[2].
- глава (caput tali) – на долната повърхност има ставна повърхност за свързване с петната кост, а на предната – ставната повърхност е за съединение с ладиевидната кост.